# Freycinetia pleurantha
Freycinetia pleurantha är en enhjärtbladig växtart som beskrevs av Elmer Drew Merrill och Lily May Perry. Freycinetia pleurantha ingår i släktet Freycinetia och familjen Pandanaceae. Inga underarter finns listade.